# Punta Helbronner
La Punta Helbronner (Pointe Helbronner, en francès) és una muntanya de la Vall d'Aosta (3.462 m) que forma part del massís del Mont Blanc als Alps de Graies sobre la línia divisòria d'aigües entre les estats francès i italià.
El cim, que era històricament un punt de referència geodèsic, rep el nom de Paul Helbronner, alpinista, geodesista i polytechnicien que va iniciar la cartografia dels Alps francesos.
A la Punta Helbronner s'hi pot arribar per la banda valldostana amb el telefèric Skyway Monte Bianco que surt de La Palud, un poble 2.5 km al nord de Courmayeur, o bé agafant el telecabina de la Vallée Blanche, que surt del cim de l'Aiguille du Midi a uns 5 km de la Punta. El telefèric de l'Aiguille du Midi es troba, al mateix temps, connectat amb el poble de Chamonix, ciutat agermanada amb Courmayeur.
La plataforma a l'estació superior de l'Skyway Monte Bianco a la Pointe Helbronner ofereix una vista notable sobre la Vall d'Aosta i el Piemont. La frontera entre els estats francès i italià passa per aquesta plataforma.
La muntanya és el punt d'inici de diverses rutes a altres muntanyes del massís del Mont Blanc i molts alpinistes passen la nit al Refugi Torino proper. La Pointe Helbronner és també el punt d'inici d'una de les variants del descens a esquí de la Vallée Blanche, tot travessant la Glacera del Géant, arribant a la Mer de Glace, pujant de nou a l'estació de tren de Montenvers i baixant a Chamonix.